# Neochromadora appiana
Neochromadora appiana är en rundmaskart som beskrevs av Christian Wieser 1959. Neochromadora appiana ingår i släktet Neochromadora och familjen Chromadoridae. Inga underarter finns listade i Catalogue of Life.